# Mexilana
Mexilana é um género de crustáceo da família Cirolanidae.
Este género contém as seguintes espécies:
- Mexilana saluposi